# Кот Шрёдингера
Кот Шрёдингера (в оригинале — «кошка») — мысленный эксперимент, предложенный одним из создателей квантовой механики Эрвином Шрёдингером в 1935 году при обсуждении физического смысла волновой функции. В ходе эксперимента возникает суперпозиция живого и мёртвого кота, что выглядит абсурдно с точки зрения здравого смысла.

## Статья Шрёдингера
В статье в журнале Naturwissenschaften, опубликованной 29 ноября 1935 года в ответ на работу Эйнштейна, Подольского и Розена, Шрёдингер обсуждает интерпретацию квантовой механики, в частности физический смысл волновой функции.
Первым делом (в § 4) он отбрасывает возможность, что описание частицы при помощи волновой функции отражает лишь наше незнание точных значений динамических переменных (которые тем не менее реально существуют). Далее (в § 5) Шрёдингер спрашивает: «Тогда, может быть, переменные на самом деле „размазаны“ в соответствии с волновой функцией частицы?» — «Нет», — отвечает он. Окружим радиоактивный атом экраном, чувствительным к электронам. Волновая функция вылетающего при распаде электрона — сферическая волна. Однако на самом деле электрон будет попадать в одну конкретную точку экрана (хотя каждый раз в разную), а не будет равномерно «размазан» по нему.
Можно привести и совсем безумные примеры такого рода, говорит Шрёдингер:

Посадим кошку в стальной сейф вместе с адской машиной (защищённой от кошки). В счётчик Гейгера положена крупинка радиоактивного вещества, столь малая, что за час может распасться один из атомов, но с такой же вероятностью может не распасться ни один. Если атом распадается, счётчик через реле приведёт в действие молоточек, который разобьёт колбу с синильной кислотой. Предоставив эту систему самой себе в течение часа, мы скажем, что кошка ещё жива, если за это время не распался ни один атом. Первый же распад привёл бы к отравлению кошки. ψ-функция всей системы выразила бы это тем, что живая и мёртвая кошка (с позволения сказать) смешаны или размазаны в одинаковых пропорциях.
Оригинальный текст (нем.)Eine Katze wird in eine Stahlkammer gesperrt, zusammen mit folgender Höllenmaschine (die man gegen den direkten Zugriff der Katze sichern muß): in einem Geigerschen Zählrohr befindet sich eine winzige Menge radioaktiver Substanz, so wenig, daß im Lauf einer Stunde vielleicht eines von den Atomen zerfällt, ebenso wahrscheinlich aber auch keines; geschieht es, so spricht das Zählrohr an und betätigt über ein Relais ein Hämmerchen, das ein Kölbchen mit Blausäure zertrümmert. Hat man dieses ganze System eine Stunde lang sich selbst überlassen, so wird man sich sagen, daß die Katze noch lebt, wenn inzwischen kein Atom zerfallen ist. Der erste Atomzerfall würde sie vergiftet haben. Die ψ-Funktion des ganzen Systems würde das so zum Ausdruck bringen, daß in ihr die lebende und die tote Katze (s.v.v.) zu gleichen Teilen gemischt oder verschmiert sind.

Но, очевидно, кошка не может быть живой и мёртвой одновременно. Таким образом, заключает Шрёдингер, мы не можем считать, что реальность действительно «размазана» в соответствии с волновой функцией.
Этот эксперимент нравился Эйнштейну, который, как известно, никогда не принимал копенгагенскую интерпретацию квантовой механики. Он писал Шрёдингеру: «Как и прежде, так и теперь я убеждён, что волновое представление материи не есть полное представление положения вещей, хотя оно и оказалось практически полезным. Очень красиво это показывает твой пример с кошкой…».

## Объяснения эксперимента
Согласно квантовой механике, если над ядром не производится наблюдение, то его состояние описывается суперпозицией (смешением) двух состояний — распавшегося ядра и нераспавшегося ядра, следовательно, кот, сидящий в ящике, и жив, и мёртв одновременно. Если же ящик открыть, то экспериментатор может увидеть только какое-нибудь одно конкретное состояние — «ядро распалось, кот мёртв» или «ядро не распалось, кот жив».
Вопрос стоит так: когда система перестаёт существовать как смешение двух состояний и выбирает одно конкретное? Цель эксперимента — показать, что квантовая механика неполна без некоторых правил, которые указывают, при каких условиях происходит коллапс волновой функции, и кот либо становится мёртвым, либо остаётся живым, но перестаёт быть смешением того и другого.
Поскольку ясно, что кот обязательно должен быть либо живым, либо мёртвым (не существует состояния, сочетающего жизнь и смерть), то это будет аналогично и для атомного ядра. Оно обязательно должно быть либо распавшимся, либо нераспавшимся.
В крупных сложных системах, состоящих из многих миллиардов атомов, декогеренция происходит почти мгновенно, и по этой причине кот не может быть одновременно мёртвым и живым на каком-либо поддающемся измерению отрезке времени. Процесс декогеренции является существенной составляющей эксперимента.

### Копенгагенская интерпретация
В копенгагенской интерпретации система перестаёт быть смешением состояний и выбирает одно из них в тот момент, когда происходит наблюдение. Эксперимент с котом показывает, что в этой интерпретации природа этого самого наблюдения — измерения — определена недостаточно. Некоторые считают, что опыт говорит о том, что до тех пор, пока ящик закрыт, система находится в обоих состояниях одновременно: в суперпозиции состояний «распавшееся ядро, мёртвый кот» и «нераспавшееся ядро, живой кот», а когда ящик открывают, то только тогда происходит коллапс волновой функции до одного из вариантов. Другие полагают, что «наблюдение» происходит, когда частица из ядра попадает в детектор; однако (и это ключевой момент мысленного эксперимента) в копенгагенской интерпретации нет чёткого правила, которое говорит, когда это происходит, и потому эта интерпретация неполна до тех пор, пока такое правило в неё не введено, или не сказано, как его можно ввести. Точное правило таково: случайность появляется в том месте, где в первый раз используется классическое приближение.
Таким образом, мы можем опираться на следующий подход: в макроскопических системах мы не наблюдаем квантовых явлений (кроме явления сверхтекучести и сверхпроводимости); поэтому, если мы накладываем макроскопическую волновую функцию на квантовое состояние, мы из опыта должны заключить, что суперпозиция разрушается. И хотя не совсем ясно, что́ значит, что нечто является «макроскопическим» вообще, про кота точно известно, что он является макроскопическим объектом. Таким образом, копенгагенская интерпретация «не считает», что до открытия ящика кот находится в состоянии смешения живого и мёртвого.

### Многомировая интерпретация Эверетта и совместные истории
В многомировой интерпретации квантовой механики, которая не считает процесс измерения чем-то особенным, оба состояния кота существуют, но декогерируют. Когда наблюдатель открывает ящик, он запутывается с котом, и от этого образуются два соответствующие живому и мёртвому коту состояния наблюдателя, которые не взаимодействуют друг с другом. Тот же механизм квантовой декогеренции важен и для совместных историй. В этой интерпретации в совместной истории могут быть только «мёртвый кот» или «живой кот».
Другими словами, когда ящик открывается, Вселенная расщепляется на две разные вселенные, в одной из которых наблюдатель смотрит на ящик с мёртвым котом, а в другой — на живого кота.
Космолог Макс Тегмарк предложил вариацию опыта с котом Шрёдингера под названием «машина для квантового самоубийства». Он рассматривает эксперимент с котом с точки зрения самого кота и утверждает, что таким образом можно экспериментально различить копенгагенскую и многомировую интерпретации. Другая вариация эксперимента — это опыт с другом Вигнера.
Физик Стивен Хокинг однажды воскликнул: «Когда я слышу про кота Шрёдингера, моя рука тянется за ружьём!». Он перефразировал известное высказывание, принадлежащее одному из героев пьесы «Шлагетер» Ганса Йоста: «Wenn ich 'Kultur' höre, entsichere ich meinen Browning!» («Когда я слышу слово „культура“, то снимаю с предохранителя свой браунинг!»).
Фактически Хокинг, как и многие другие физики, придерживался мнения, что «Копенгагенская школа» интерпретации квантовой механики подчёркивает роль наблюдателя безосновательно. Окончательного единства среди физиков по этому вопросу всё ещё не достигнуто.
Распараллеливание миров в каждый момент времени соответствует подлинному недетерминированному автомату в отличие от вероятностного, когда на каждом шаге выбирается один из возможных путей в зависимости от их вероятности.

## Парадокс Вигнера
Это усложнённый вариант эксперимента Шрёдингера. Юджин Вигнер ввёл категорию «друзей». После завершения опыта экспериментатор открывает коробку и видит живого кота. Вектор состояния кота в момент открытия коробки переходит в состояние «ядро не распалось, кот жив». Таким образом, в лаборатории кот признан живым. За пределами лаборатории находится друг. Друг ещё не знает, жив кот или мёртв. Друг признает кота живым только тогда, когда экспериментатор сообщит ему исход эксперимента. Но все остальные друзья ещё не признали кота живым и признают только тогда, когда им сообщат результат эксперимента. Таким образом, кота можно признать полностью живым (или полностью мёртвым) только тогда, когда все люди во вселенной узнают результат эксперимента. До этого момента в масштабе Большой Вселенной кот, согласно Вигнеру, остаётся живым и мёртвым одновременно.
Однако большинство физиков считают, что неодушевлённые объекты могут вывести квантовые системы из суперпозиции с помощью декогеренции. Можно сказать, что функция схлопывается объективно: независимо от того, есть ли вообще наблюдатели и их «друзья».

## Практическое применение
Вышеописанное применяется на практике: в квантовых вычислениях и в квантовой криптографии. По волоконно-оптическому кабелю пересылается световой сигнал, находящийся в суперпозиции двух состояний. Если злоумышленники подключатся к кабелю где-то посередине и сделают там отвод сигнала, чтобы подслушивать передаваемую информацию, то это схлопнет волновую функцию (с точки зрения копенгагенской интерпретации будет произведено наблюдение), и свет перейдёт в одно из состояний. Проведя статистические пробы света на приёмном конце кабеля, можно будет обнаружить, находится ли свет в суперпозиции состояний или над ним уже произведено наблюдение и передача в другой пункт. Это делает возможным создание средств связи, которые исключают незаметный перехват сигнала и подслушивание.
Эксперимент (который в принципе может быть выполнен, хотя работающие системы квантовой криптографии, способные передавать большие объёмы информации, ещё не созданы) также показывает, что «наблюдение» в копенгагенской интерпретации не имеет отношения к сознанию наблюдателя, поскольку в данном случае к изменению статистики на конце кабеля приводит совершенно неодушевлённое ответвление провода.
В квантовых вычислениях состоянием Шрёдингеровского кота называется особое запутанное состояние кубитов, при котором они все находятся в одинаковой суперпозиции всех нулей или единиц, то есть {\displaystyle {\frac {1}{\sqrt {2}}}(|00\dots 0\rangle +|11\dots 1\rangle )}.